# Cuatro hijos
Cuatro hijos (en inglés, Four Sons) es una película estadounidense de 1928 de contenido dramático, dirigida por John Ford. Basada en el cuento de I.A.R. Wylie Grandma Bernle Learns her Letters, fue producida por Fox Film Corporation y protagonizada por Margaret Mann, James Hall y Charles Morton.

## Sinopsis
En una pequeña población de Baviera reside la viuda Frau Bernle (Margaret Mann), quien vive para sus cuatro hijos. El idílico ambiente rural se romperá con el estallido de la Gran Guerra, que provocará la disolución de la familia. El hijo mayor, Joseph (James Hall), conseguirá emigrar a los todavía neutrales Estados Unidos gracias a los ahorros de su madre. Los dos siguientes, Franz (Ralph Bushman) y Johann (Charles Morton), se alistarán voluntarios en el ejército del Reich. La muerte en el frente oriental de los dos hermanos no evitará que el implacable mayor Von Stomm (Earle Foxe) movilice también al pequeño Andreas (George Meeker). Sola en su hogar, Frau Bernle recibirá también la noticia de la muerte del joven Andreas, quien ha fallecido en brazos de su propio hermano Joseph, alistado en el ejército norteamericano.
Cuando Joseph vuelve sano y salvo a Nueva York, donde le esperan su esposa e hijo, decide llamar a su madre para que viva junto a su familia americana. Tras sortear los últimos obstáculos de la burocracia de emigración de la Isla de Ellis, la madre se reunirá con el resto de su familia.

## Contexto
En 1928, el cine mudo alcanzaba las más altas cotas de expresividad. King Vidor rueda Y el mundo marcha, William A. Wellman realiza Alas, Frank Borzage dirige El séptimo cielo y el director alemán F.W. Murnau estrena su primera obra americana: Amanecer. Nada hacía presagiar que los avances tecnológicos pronto iban a causar la desaparición de un arte pleno de creatividad.
En ese marco, el 13 de febrero de 1928 se estrena en los Estados Unidos Cuatro hijos.

## Dirección
John Ford, tras el relativo tropiezo de taquilla que había tenido Tres hombres malos (1926) se alejaría durante años del western, el género que le había dado popularidad con las películas protagonizadas por Harry Carey y con la superproducción El caballo de hierro (1924). Él mismo escogió el relato en el que se basaría su nueva película, Grandma Bernle Learns her Letters, de la popular escritora I.A.R. Wylie; la productora Fox Film Corporation no puso objeción alguna, tan sólida era ya la posición de Ford en la industria. La católica Baviera ocupará en la historia el lugar que en otros filmes desempeña Irlanda en el imaginario patriótico fordiano.
La cinta transmite una serena y bella tristeza a través del denso personaje principal de Frau Bernle, al que Margaret Mann aporta una gran variedad de registros emotivos respaldada por la labor del director. Las sucesivas partidas de los hijos y la recepción de las cartas que comunican sus muertes, constituyen momentos trágicos que permiten al espectador identificarse con la madre. La propia autora del relato, I.A.R. Wylie, elogió la contención con la que se había filmado la historia y la ausencia de elementos lacrimógenos.
Los temas de la obra son la nostalgia de la patria (tema recurrente en el director de Maine), transformada por el conflicto bélico y finalmente abandonada; la inutilidad de la guerra, que ocasiona la destrucción de la familia y la transformación del país; y la optimista posibilidad de reconstruir una nueva vida aunque sea en un lugar remoto (tema muy grato a un inmigrante de segunda generación como Ford).
Ford demuestra haber estudiado el expresionismo del cine de Murnau, y hace gala de una gran amplitud de recursos visuales. En este sentido, destaca el papel que desempeña el cartero, portador de las temidas cartas enlutadas que comunican la muerte en acción de los soldados, y cuya presencia temen los habitantes de la pequeña población bávara. En su época fue muy comentado el hecho de que Ford le diera la vuelta al habitual recurso de fotografiar los momentos de mayor intimidad recurriendo a primeros planos; en vez de ello, el director de Maine recurrió al uso de planos generales, que conseguían realzar el efecto buscado. Por último, décadas después se destacó la secuencia en la que Frau Bernle contempla a través de una ventana cómo su hijo Andreas es rapado entre las burlas de sus camaradas en una clara muestra del proceso de despersonalización que impone el ejército. La escena se anticipa casi sesenta años a una similar pero mucho más célebre de Full Metal Jacket de Stanley Kubrick.
No obstante, la crítica de la época no fue tan benévola, reprochando al director cierta falta de imaginación al plantear las secuencias.

## Interpretación
En esta ocasión, Ford rompió parcialmente su costumbre de trabajar con actores habituales. Ninguno de los actores que interpretaban a los miembros de la familia Bernle había trabajado previamente con el director. Sólo Earle Foxe, quien interpretaba al despiadado mayor von Stomm en una creación digna de Erich von Stroheim, había colaborado antes con Ford en Upstream (Ser o no ser).
La composición del personaje central de la madre Bernle por Margaret Mann, una actriz de reparto que interpretaba su primer papel como protagonista, fue muy aplaudida en su momento y, aunque los criterios interpretativos del cine mudo sean muy distintos de los actuales, sigue siendo apreciada por la crítica.
En general, los actores fueron elogiados y consiguieron llegar al corazón del público, que respondió con un éxito de taquilla hoy olvidado.
Algunos historiadores afirman que John Wayne interpretó un pequeño papel sin acreditar en la película; no obstante, no hay consenso al respecto. The Hangman's House (El legado trágico), realizada el mismo año, supone la primera colaboración acreditada de Wayne con Ford. Sin embargo, el propio director relató divertido a Peter Bogdanovich en su larga entrevista que Wayne sí trabajó en esta película como humilde ayudante de atrezzo y cómo estropeó una hermosa secuencia al cometer el error de aparecer en escena. Parece que la colaboración del joven Morrison —pues ese era su nombre por entonces— se limitó a realizar el papel de «chico para todo», lo que incluyó actividades como la de ayudante de atrezzo que menciona Ford y algún trabajo de extra sin acreditar.
Quien sí interpreta un papel es el característico Jack Pennick en la segunda de sus numerosas colaboraciones con Ford, tras su trabajo ese mismo año en Hangman's House. De entre los muchos actores y colaboradores de los que el director gustaba rodearse, quizá Pennick sea la figura más habitual en el cine fordiano, pues intervino en 35 películas a lo largo de 34 años.

### Reparto
| - Margaret Mann - Frau Bernle - James Hall - Joseph Bernle - Charles Morton - Johann Bernle - George Meeker - Andreas Bernle - Ralph Bushman - Franz Bernle - June Collyer - Annabelle Bernle | - Earle Foxe - el mayor von Stomm - Albert Gran - el cartero - Frank Reicher - el director de la escuela - Jack Pennick - el amigo americano de Joseph - Archiduque Leopoldo de Austria - el capitán alemán - Hughie Mack - el posadero | - Wendell Franklin - James Henry - Auguste Tollaire - el alcalde - Ruth Mix - la novia de Johann - Robert Parrish - niño - Michael Mark - el ordenanza de von Stomm - L.J. O'Conner - el posadero |

## Versión frustrada
En 1940, el propio Ford proyectó realizar una nueva versión del que había sido su mejor filme de la época muda. Sin embargo, la movilización motivada por la guerra le impidió llevar a cabo su proyecto. Sería finalmente Archie Mayo quien dirigiría la película, que fue protagonizada por Don Ameche.

## Valoraciones
Dentro de la amplísima filmografía de Ford, en la que el tema de la guerra es recurrentemente tratado por el director tuerto, Cuatro hijos está considerada como la única película que puede ser catalogada inequívocamente como antibelica, adelantándose a Sin novedad en el frente de Lewis Milestone.
La película fue un gran éxito de crítica y público, el mayor en la dilatada carrera de Ford durante la época muda, y reportó cuantiosos beneficios a la productora. Todavía décadas después sigue siendo considerada como una de las mejores películas (si no la mejor) de Ford en el período silente, por encima de la superproducción El caballo de hierro. Algún sector de la crítica la considera al mismo nivel de las mayores obras del cine mudo.
Recibió la Medalla de Honor que otorgaba por votación popular la revista Photoplay a la mejor película del año.

## Premios
Revista Photoplay
| Reconocimiento   | Candidatos            | Resultado |
| ---------------- | --------------------- | --------- |
| Medalla de Honor | John Ford William Fox | Ganadores |